# ВНИИМЕТМАШ
Всероссийский научно-исследовательский и проектно-конструкторский институт металлургического машиностроения (ВНИИМЕТМАШ) имени академика А. И. Целикова — предприятие, занимавшееся разработками и производством машиностроительной продукции атомной энергетики, транспорта, нефтегазовой промышленности, заводов чёрной и цветной металлургии. Располагался в Москве, в глубине промзоны Грайвороново близ станции «Старопролетарская» и завода «Молния» с почтовым адресом 109428, Москва, Рязанский проспект, 8-а. С 2023 года на территории бывшего НИИ и опытного завода действует принадлежащий правительству Москвы кинозавод «Метмаш» — часть кинокластера «Москино».

## История
В 1945 году Приказом ГКО СССР было образовано конструкторское бюро ЦКБММ. На базе конструкторского бюро ЦКБММ и Перовского машиностроительного завода в 1959 году был создан ВНИИМЕТМАШ — «Всероссийский научно-исследовательский и проектно-конструкторский институт металлургического машиностроения». Этот год и считается годом основания института.
Институт был создан по инициативе дважды Героя Социалистического Труда академика Александра Ивановича Целикова. Он был первым директором института. В 1984 году, после смерти академика, его имя было присвоено институту. В 1994 году проведено акционирование предприятия, в том же году институт получил статус Государственного научного центра.
Во ВНИИМЕТМАШ велись работы по созданию нового оборудования во многих областях хозяйства: приборостроении, металлургии, нефтегазовом, аэрокосмическом и оборонном комплексах, атомной энергетике, строительстве, на транспорте, в электротехнической, автомобильной, станкостроительной, горнодобывающей промышленности, в сельском хозяйстве, медицине. В состав института входили Московский опытный завод (МОЗ), научные школы А. И. Целикова и Б. В. Розанова. Издавались «Труды ВНИИМЕТМАШ». Научно-производственная база института включала в себя высокотехнологичное оборудование: газостаты для нанопорошков и водородной энергетики; участки для производства нанокристаллической и аморфной лент, установка для получения особотонкостенных прецизионных труб; литейные агрегаты и др.
Институт занимался машиностроительными разработками для заводов чёрной и цветной металлургии. Он мог выпускать оборудование для производства строительной металлопродукции, сталеплавильное, прокатное оборудование, в институте отливают церковные колокола, производится оборудование для производства труб, агрегаты для цветной металлургии, прессовое оборудование, системы автоматики, грузоподъемное и специализированное оборудование для городских служб. Произведенное институтом оборудование использовалось на заводах «Серп и молот», АЗЛК, «Филит», ЗИЛ.

## Приспособление под кинопроизводство

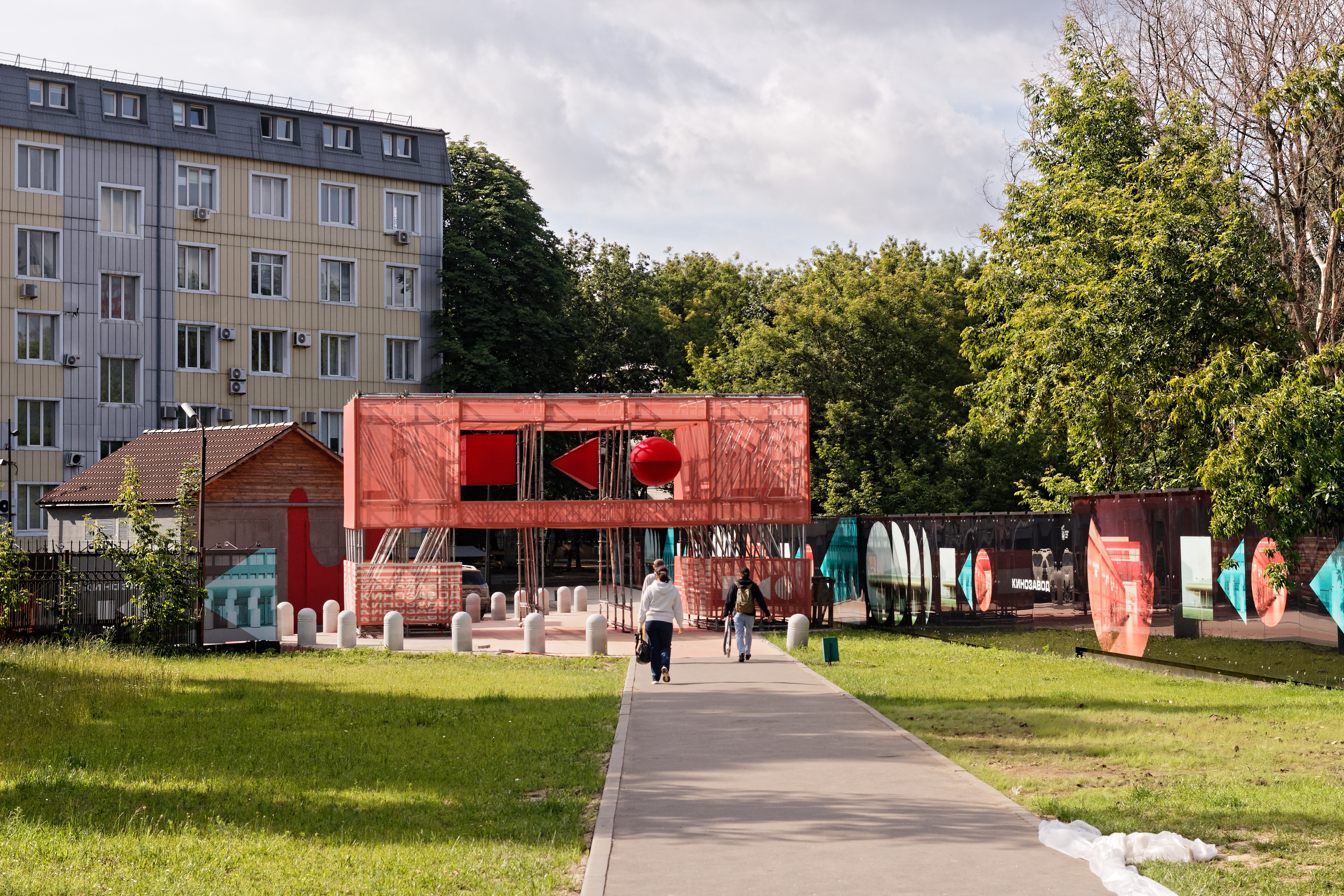
Проход к студиям «Метмаша» со стороны метро «Стахановская». Слева старое (1960 года постройки) здание администрации НИИ.

В 1994 году институт перешёл в собственность правительства Москвы. В марте 2023 года правительство Москвы начало реконструкцию территории недействующего института в «инновационный кластер» кинопроизводства в составе государственного предприятия «Москино». На первом этапе реконструкции, к апрелю 2024 года, было реконструировано 10 построек. Уже в 2023 году, по утверждению мэрии, на «Метмаше» сняли 15 кинопроектов. В марте 2025 года мэрия доложила уже о 50 завершённых и 40 планируемых проектах. До конца 2025 года планируется ввод в строй 90 тысяч квадратных метров производственных площадей.

## Награды
- Орден Ленина (1970)
- Премия «Золотой Меркурий» (1980)
- Золотая медаль «Металл-Экспо» (2004)[5]